# IC 4404
IC 4404 — отдельные звёзды в созвездии Малая Медведица.
Этот объект входит в число перечисленных в оригинальной редакции «Нового общего каталога».